# عملية مونسانتو
عملية مونسانتو هي عملية صناعية كيميائية تهدف إلى إنتاج حمض الخليك عن طريق إجراء تفاعل إضافة كربونيل (كربلة) للميثانول باستخدام حفاز من الروديوم.
{\displaystyle \mathrm {CH_{3}OH+CO\longrightarrow CH_{3}COOH} } (ΔH298 = −135,6 kJ/mol)
تجرى هذه العملية عند ضغوط مرتفعة بين 30–60 جو ودرجات حرارة بين 150–200 °س، وله انتقائية مرتفعة. تعود جذور هذه العملية إلى شركة باسف (BASF) في سنة 1960 ، ولكنها طورت بشكل كبير من شركة مونسانتو في سنة 1966 التي طورت أنظمة الحفازات فيها بشكل جذري.